# Artanema angustifolium
Artanema angustifolium är en tvåhjärtbladig växtart som beskrevs av George Bentham. Artanema angustifolium ingår i släktet Artanema och familjen Linderniaceae. Inga underarter finns listade i Catalogue of Life.